# Церковь Святого Франциска Ксаверия на Гардинер-стрит
Церковь Святого Франциска Ксаверия (англ. Saint Francis Xavier Church) — приходской храм католической архиепархии Дублина в верхней части Гардинер-стрит, недалеко от Маунтджой-сквер, в Дублине. Приход курируют иезуиты.

## История
Храм был построен архитектором Джоном Бенджамином Кином по проекту иезуита Бартолэмью Эсмонда. Первый камень в фундамент будущей церкви был заложен 2 июля 1829 года. Это был первый год католической эмансипации в британской империи. Церковь была открыта 3 мая 1832 года.
В 1854 году в храме служил мессы блаженный кардинал Джон Генри Ньюмен, который в то время жил на Дорсет-стрит в Дублине. Богослужения в церкви посещали достопочтенный Мэтт Талбот и блаженный аббат Колумба Мармион. В 1889 году здесь прошла панихида по поэту Джерарду Мэнли Хопкинсу. В храме покоятся останки блаженного иезуита Джона Салливана.

## Описание
Храм построен в стиле неоклассицизма. Имеет форму латинского креста. Фасад представляет собой облицованный гранитом ионический портик с фронтоном и четырьмя колоннами, которые поддерживают антаблемент и зубчатый архитрав над фризом с позолоченной надписью на латыни «Deo uni et trino sub invoc s Francisci Xaverii» — «Богу одному и трём под зовом святого Франциска Ксаверия». Полностью зубчатый фронтон с позолоченной монограммой «IHS» венчают три статуи из портлендского камня на пьедесталах — Святейшего Сердца Иисуса, святых Игнатия Лойолы и Франциска Ксаверия работы скульптора Теренса Фаррелла. Портик опирается на облицованный гранитом стилобат с четырьмя ступенями.
Внутри церковь имеет аркадный неф с апсидой над главным алтарём и две боковые капеллы. Декорированный кессонный гипсовый потолок с лепными выступами и розетками обрамлён лепным позолоченным карнизом. Окрашенные оштукатуренные стены украшены большими ионическими пилястрами. Алтарь с фронтоном и коринфскими колоннами из скальолы включает престольный образ и мраморный алтарный стол. Изразцовые полы в боковых капеллах представляют собой энкаустическую плитку в южной и мозаичную плитку в северной. Полированная деревянная балюстрада отделяет трансепт от нефа. Органная галерея с балюстрадой поддерживается ионическими колоннами. Интерьеры церкви включают скульптуры и картины художников XIX века, среди которых «Мадонна с младенцем» (1881) Игнацио Джакометти, «Агония» (1853) Жака-Огюстена Дьёдонне и «Святой Франциск Ксаверий, проповедующий в Японии» (1860) Бернардо Челентано.

## В культуре
Церковь фигурирует в рассказе Джеймса Джойса «Благодать» из сборника «Дублинцы». В фильме 1991 года «Группа «Коммитментс»» на церковном органе исполняется композиция «Белее бледного». В 2000 году при приходе был учреждён «Церковный хор Гардинер-стрит», неоднократный призёр ежегодного фестиваля Ассоциации ирландских музыкальных обществ.